# Jacques-Philippe Rombaka
 (août 2019).
Jacques-Philippe Rombaka est un historien malgache né le 26 novembre 1886.
Il publia en 1970 un ouvrage sur les traditions et rituels de la tribu Antemoro, de la région Sud-Est de Madagascar, intitulé Fomban-dRazana Antemoro.